# Liste der Biografien/Fischer, S
Liste der Biografien |
Portal Biografien |
S Personensuche
# |
A |
B |
C |
D |
E |
F |
G |
H |
I |
J |
K |
L |
M |
N |
O |
P |
Q |
R |
S |
T |
U |
V |
W |
X |
Y |
Z |
?
 
Fa |
Fe |
Ff |
Fh |
Fi |
Fj |
Fk |
Fl |
Fm |
Fn |
Fo |
Fr |
Ft |
Fu |
Fy
 
Fia |
Fib |
Fic |
Fid |
Fie |
Fif |
Fig |
Fih |
Fii |
Fij |
Fik |
Fil |
Fim |
Fin |
Fio |
Fip |
Fiq |
Fir |
Fis |
Fit |
Fiu |
Fiv |
Fix |
Fiz
 
Fisa |
Fisb |
Fisc |
Fise |
Fish |
Fisi |
Fisk |
Fisl |
Fism |
Fiso |
Fisq |
Fiss |
Fist |
Fisu |
Fisz
 
Fisce |
Fisch |
Fiscu
 
Fischa |
Fischb |
Fischd |
Fische |
Fischg |
Fischh |
Fischi |
Fischl |
Fischm |
Fischn |
Fischo |
Fischt
 
Fisched |
Fischel |
Fischen |
Fischer |
Fischet
 
Fischer, A |
Fischer, B |
Fischer, C |
Fischer, D |
Fischer, E |
Fischer, F |
Fischer, G |
Fischer, H |
Fischer, I |
Fischer, J |
Fischer, K |
Fischer, L |
Fischer, M |
Fischer, N |
Fischer, O |
Fischer, P |
Fischer, R |
Fischer, S |
Fischer, T |
Fischer, U |
Fischer, V |
Fischer, W |
Fischer, X |
Fischer, Y |
Fischer, Z |
Fischera |
Fischerk |
Fischerm |
Fischern |
Fischero
Die Liste der Biografien führt alle Personen auf, die in der deutschsprachigen Wikipedia einen Artikel haben. Dieses ist eine Teilliste mit 41 Einträgen von Personen, deren Namen mit den Buchstaben „Fischer, S“ beginnt.

## Fischer, S

### Fischer, Sa
- Fischer, Sabine (* 1948), deutsche FDGB-Funktionärin und Politikerin (SED), MdV
- Fischer, Sabine (* 1953), deutsche Regisseurin, Autorin und Produzentin
- Fischer, Sabine (* 1969), deutsche PolitikwissenschaftlerinSabine Fischer (* 1969)

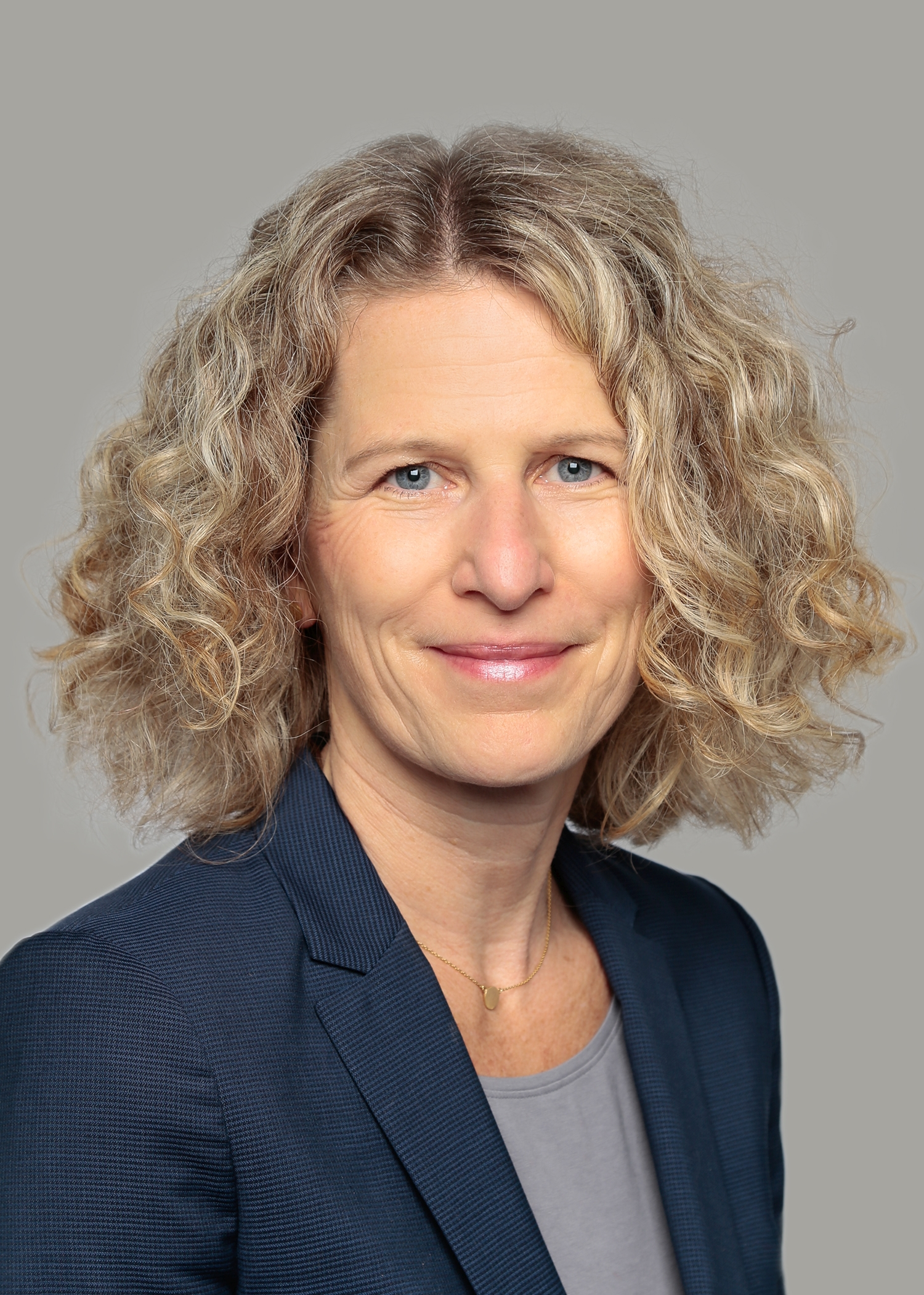
Sabine Fischer (* 1969)

- Fischer, Sabine (* 1973), Schweizer Mittel- und Langstreckenläuferin
- Fischer, Salomon Friedrich (1667–1718), deutscher Jurist und Montanunternehmer
- Fischer, Samuel (1547–1600), deutscher Theologe, Pfarrer und Superintendent
- Fischer, Samuel (1859–1934), deutscher Verleger
- Fischer, Sara (* 1979), schwedische Snowboarderin
- Fischer, Sarah (1896–1975), französisch-kanadische Opernsängerin (Sopran) und Gesangspädagogin
- Fischer, Sarah (* 2000), österreichische Gewichtheberin
- Fischer, Sarah Miro (* 1993), deutsche Regisseurin und Drehbuchautorin
- Fischer, Sascha (* 1971), deutscher Rugby-Nationalspieler
- Fischer, Saskia (* 1966), deutsche Schauspielerin
- Fischer, Saskia (* 1971), deutsche Schriftstellerin

### Fischer, Sc
- Fischer, Scott (1955–1996), US-amerikanischer Extrembergsteiger und Unternehmer

### Fischer, Se
- Fischer, Sean (* 1985), deutsch-kanadischer Eishockeyspieler
- Fischer, Sebastian (1928–2018), deutscher Schauspieler und Synchronsprecher
- Fischer, Sebastian (* 1966), deutscher Schauspieler, Synchronsprecher und Nachrichtensprecher
- Fischer, Sebastian (* 1981), deutscher Politiker (CDU), MdL
- Fischer, Sebastian (* 1982), deutscher Schauspieler
- Fischer, Sebastian (* 1987), deutscher Fußballspieler
- Fischer, Severin (* 1983), deutscher politischer Beamter (SPD)Severin Fischer (* 1983)

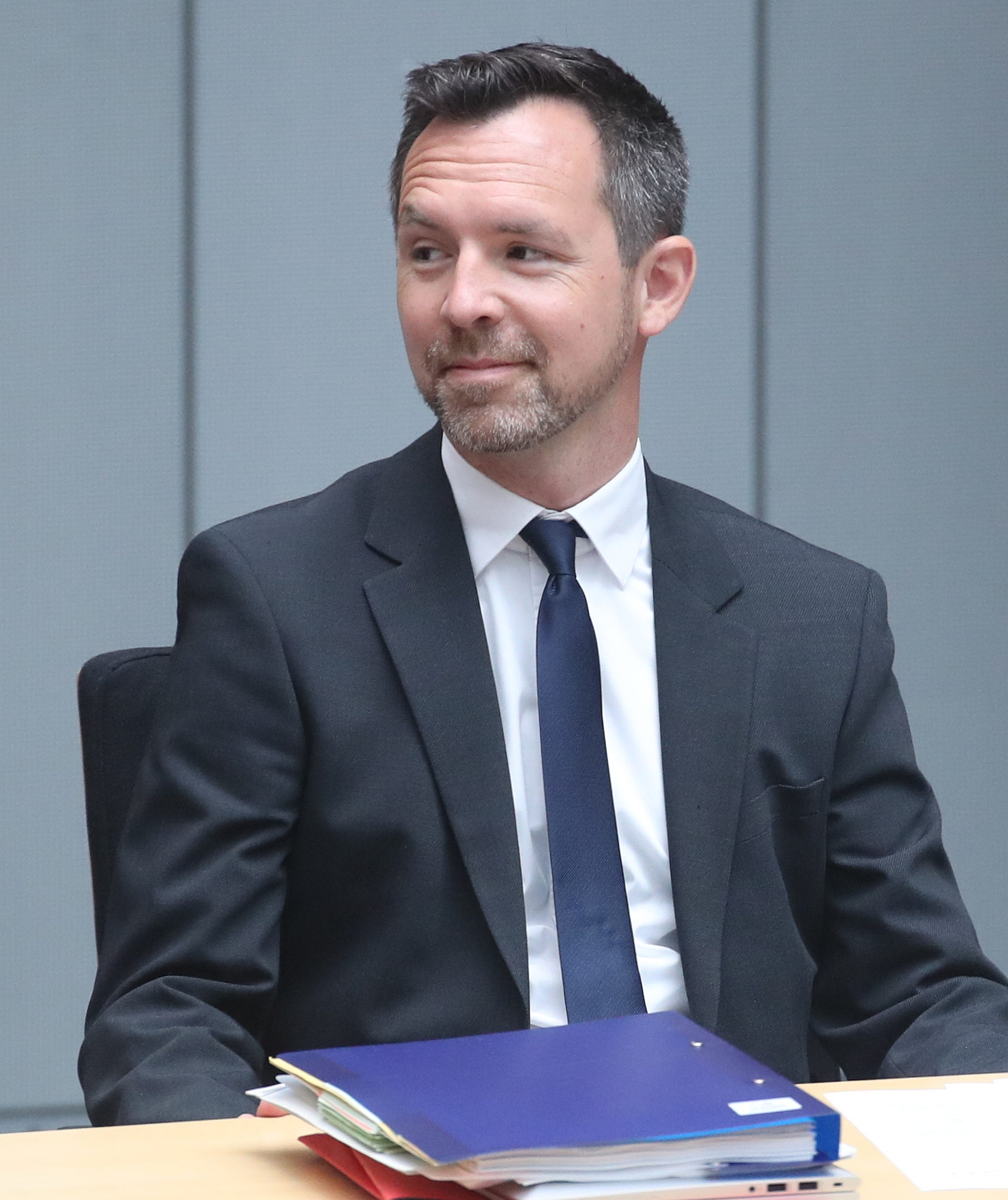
Severin Fischer (* 1983)

### Fischer, Si
- Fischer, Siegfried (1899–1974), österreichischer Maler und Grafiker
- Fischer, Siegfried (* 1934), deutscher Diplomat der DDR
- Fischer, Sigrun (* 1967), deutsche Schauspielerin
- Fischer, Silke (* 1961), deutsche Filmemacherin, Szenenbildnerin und Hochschullehrerin
- Fischer, Silke Johanna (* 1982), deutsche Theaterregisseurin
- Fischer, Simone (* 1979), deutsche Politikerin (Bündnis 90/Die Grünen)

### Fischer, So
- Fischer, Sören (* 1964), deutscher Jazzmusiker (Posaune)

### Fischer, St
- Fischer, Stanley (1943–2025), US-amerikanischer Wirtschaftswissenschaftler, israelischer Zentralbanker
- Fischer, Stefan (* 1966), deutscher Journalist
- Fischer, Steffen (* 1990), deutscher Handballspieler und -trainer
- Fischer, Stephan (1921–1986), österreichischer Politiker (ÖVP), Landtagsabgeordneter zum Vorarlberger Landtag
- Fischer, Sturmius (1923–2007), deutscher Schriftsteller und Hörspielautor

### Fischer, Su
- Fischer, Susann (* 1964), deutsche Romanistin
- Fischer, Susanne (* 1960), deutsche Schriftstellerin und Journalistin
- Fischer, Susanne (* 1968), deutsche Journalistin

### Fischer, Sv
- Fischer, Sven, deutscher Gitarrist
- Fischer, Sven (* 1971), deutscher Biathlet
- Fischer, Sven (* 1977), deutscher Fußballspieler
- Fischer, Sven (* 1995), deutscher American-Football-Spieler